# Agonum viridicupreum
Agonum viridicupreum är en skalbaggsart som först beskrevs av Johann August Ephraim Goeze 1777.  Agonum viridicupreum ingår i släktet Agonum, och familjen jordlöpare. Arten har ej påträffats i Sverige.

## Bildgalleri

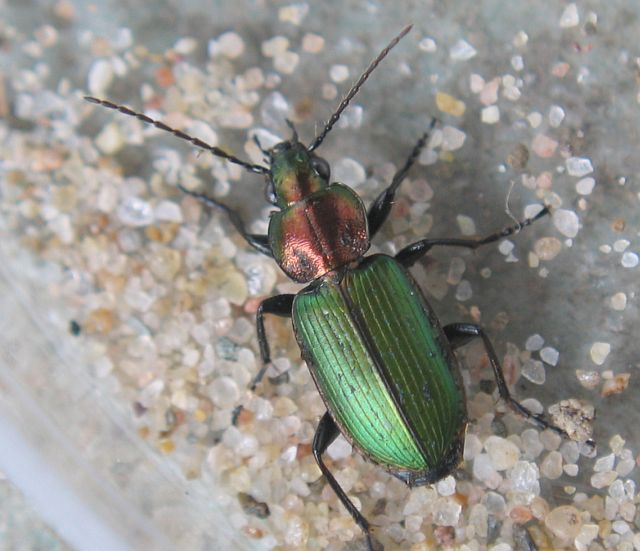
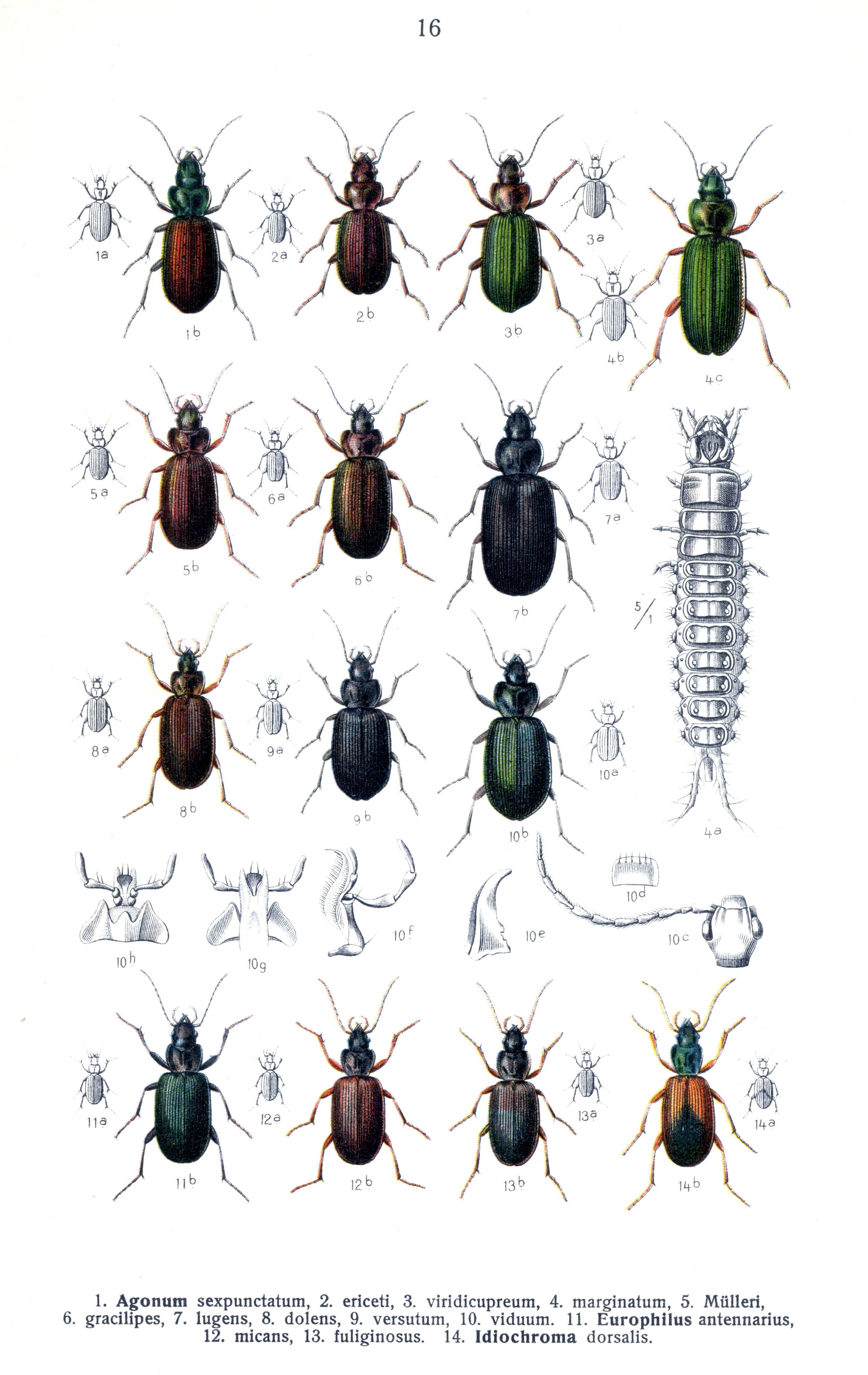
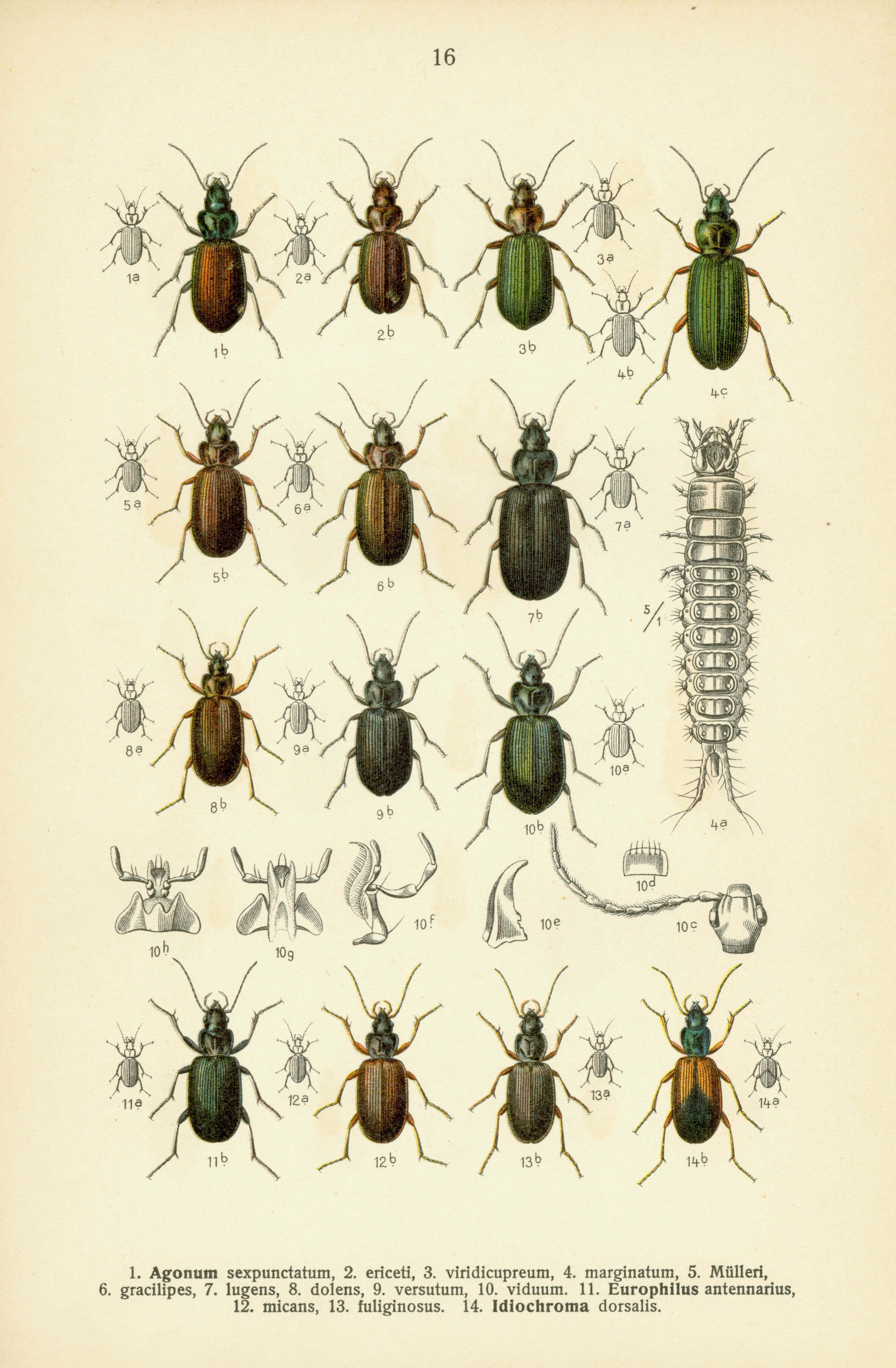